# Veritas: The Quest
Veritas: La búsqueda es una serie de aventuras estadounidense que cuenta la historia de cómo Nikko Zond, entra a formar parte de Veritas, la organización secreta para la que trabaja su padre (Solomon Zond), que aplica todos los avances tecnológicos disponibles a la arqueología con el fin de descubrir y preservar la verdad del mundo.

## Sinopsis
Nikko Zond, pierde a su madre, una afamada arqueóloga, durante la visita a una tumba. Su padre, Solomon Zond, se hace cargo de él, pero cuando Nikko es expulsado de uno de los muchos colegios por los que ha pasado y descubre que su padre no es sólo un profesor de universidad, se verá envuelto en una serie de aventuras en las que se mezcla la acción y la arqueología al más puro estilo Tomb Raider.
El joven Nikko, pasa a ser miembro de Veritas, la organización secreta para la que trabaja su padre, junto con otros cuatro integrantes, entre los que destaca Arnold Vosloo / Vincent Siminou (uno de los actores de la película La Momia), el mejor amigo de Solomon.
En Veritas descubrirán grandes enigmas de la humanidad, en busca de la verdad, pero no sólo ellos están interesados en encontrarla.

## Capítulos
- Reunión.
- Antarctica.
- Skull.
- Heist.
- Wheel of Dharma.
- Sangraal.
- Mummy Virus.
- Name of God.
- Devil Child.
- Avalon.
- The Lost Codex.
- Eternal.
- Helmholtz Resonance.